# Trolejbusy w Bierieznikach
Trolejbusy w Bierieznikach – system trolejbusowy funkcjonujący w mieście Bieriezniki, w Kraju Permskim, w Rosji. Został uruchomiony 4 marca 1961 r. Operatorem jest przedsiębiorstwo Wodokanał goroda Bieriezniki. Od czasu likwidacji trolejbusów w Permie jest to jedyny system w Kraju Permskim.

## Linie
Źródło:
| Linia | Trasa                                  |
| ----- | -------------------------------------- |
| 5     | Jubilejnaja płoszczadʹ                 |
| 6     | Stancyja Bieriezniki ↔ Okolica         |
| 7     | Dom uczitiela ↔ Jubilejnaja płoszczadʹ |
| 9     | Okolica ↔ Okolica                      |

## Tabor
Stan z 5 czerwca 2020 r.
| Zdjęcie        | Typ            | Eksploatacja od | Liczba |
| -------------- | -------------- | --------------- | ------ |
|                | BTZ-5276-01    | 2001            | 2      |
|                | BTZ-5276-04    | 2002            | 2      |
|                | WZTM-5284      | 2005            | 10     |
|                | Trolza-5265.00 | 2007            | 35     |
|                | BTZ-52767R     | 2010            | 5      |
|                | Trolza-5265.03 | 2017            | 2      |
| Łączna liczba: | Łączna liczba: | Łączna liczba:  | 56     |